# 城关镇 (封丘县)
城关镇，是中华人民共和国河南省新乡市封丘县下辖的一个乡镇级行政单位。

## 行政区划
城关镇下辖以下地区：
东街社区、西街社区、南街社区、北街社区、前北场社区、后北场社区、大东关社区、小东关社区、周庄社区、万庄社区、郭场社区、西关社区和南范庄社区。